# 弗雷澤麗卡 (愛荷華州)
弗雷德里卡（英語：Frederika）是一個位於美國愛荷華州布雷默縣的城市。

## 地理
弗雷德里卡的座標為42°52′57″N 92°18′22″W / 42.88250°N 92.30611°W，而該地的平均海拔高度為314米（即1030英尺）。

## 人口
根據2010年美國人口普查的數據，弗雷德里卡的面積為0.52平方千米，均為陸地。當地共有人口183人，而人口密度為每平方千米351人。